# Liste der naturräumlichen Einheiten und Landschaften in Ostwestfalen-Lippe

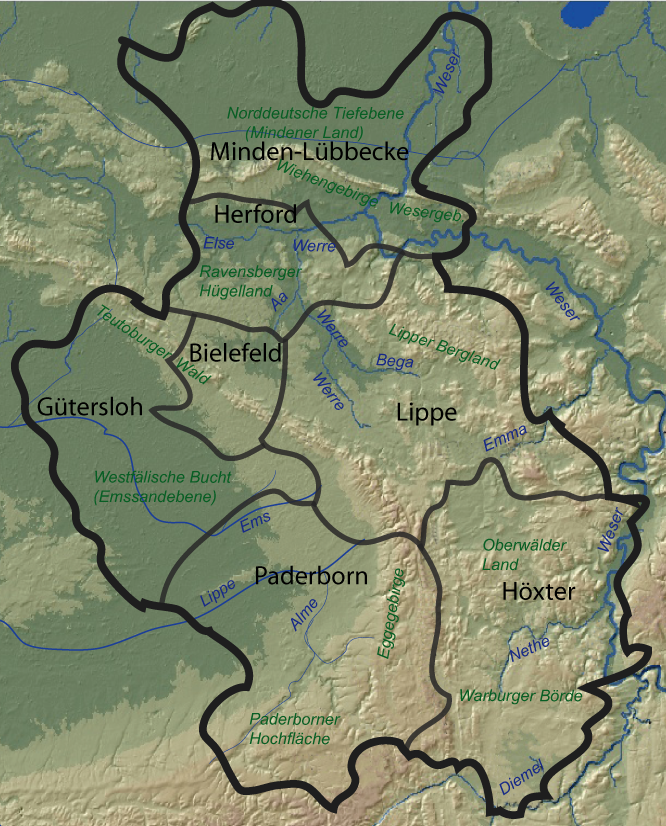
Ausgewählte Landschaften und Naturräume in Ostwestfalen-Lippe

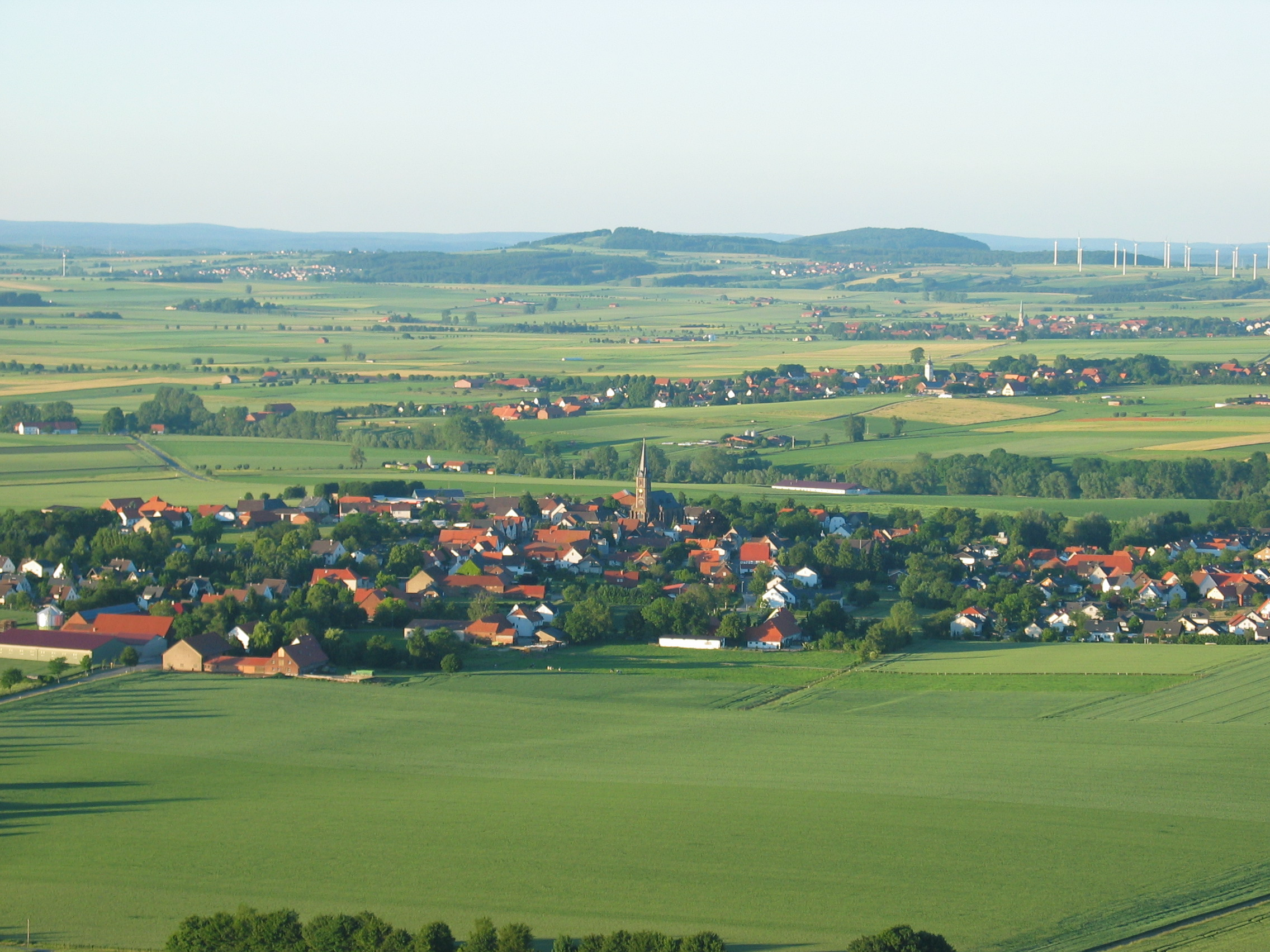
Sicht vom Desenberg auf die Warburger Börde

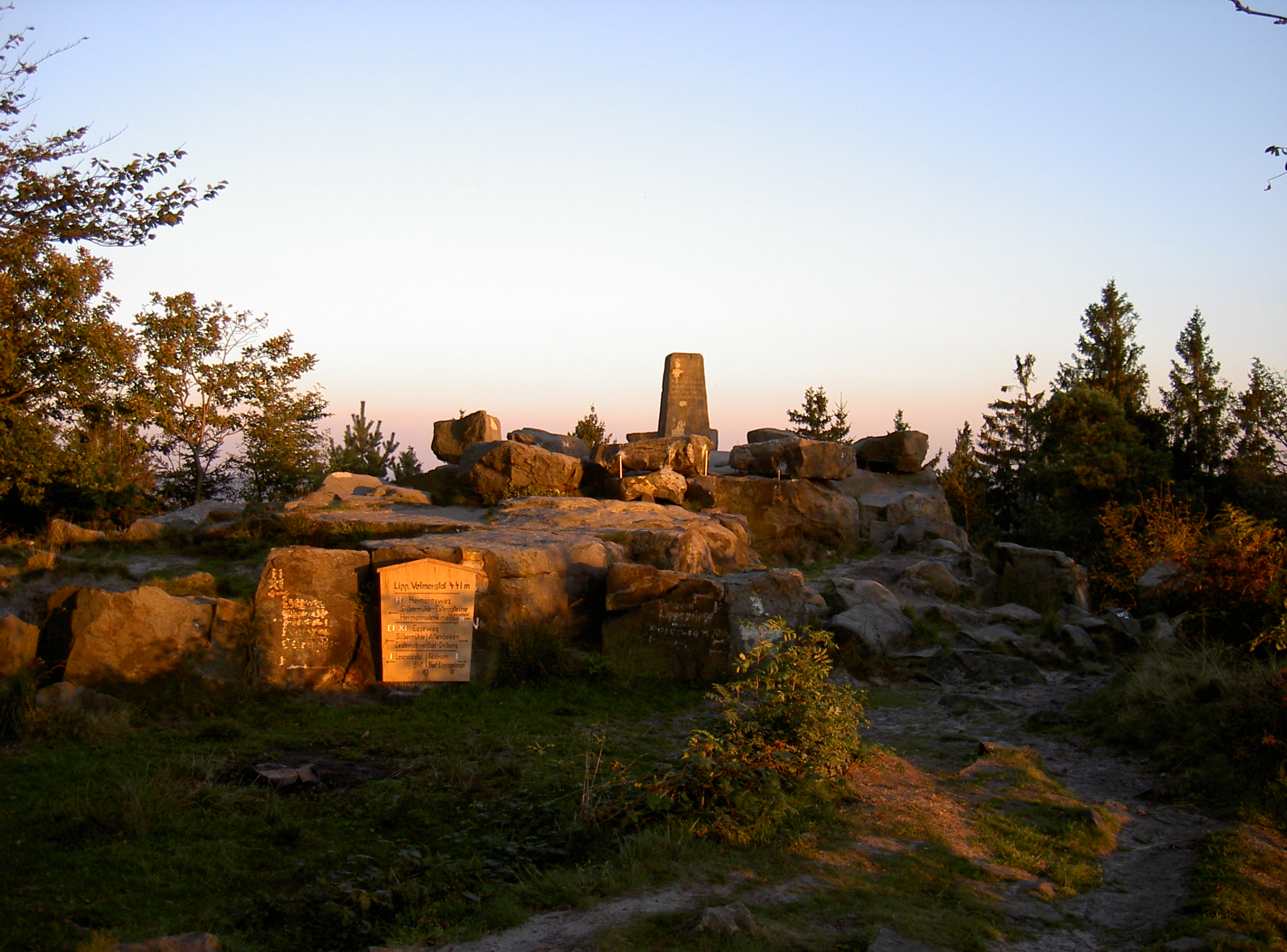
Lippischer Velmerstot im Eggegebirge

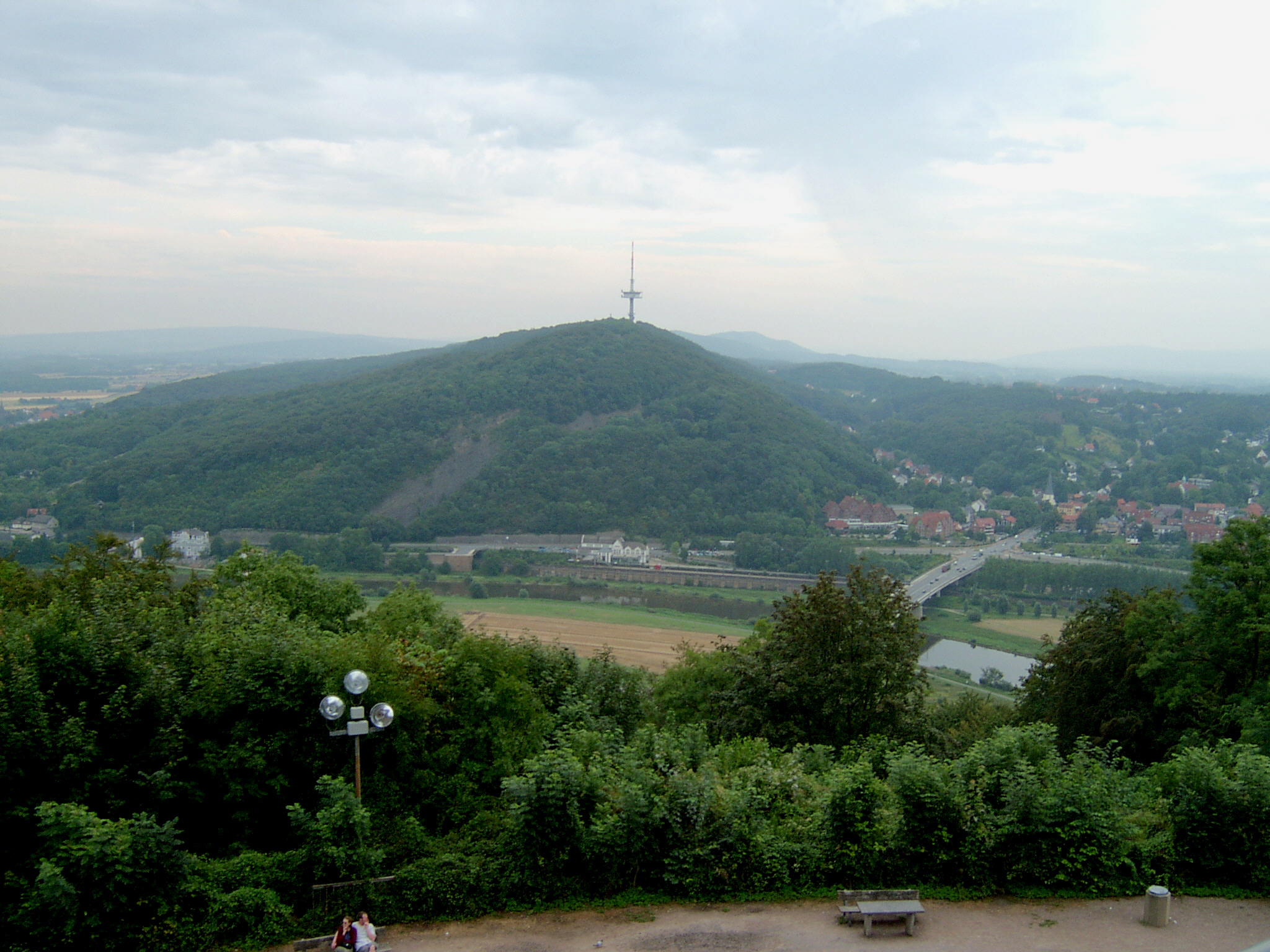
Blick über die Porta Westfalica und die Weser
im Weserbergland

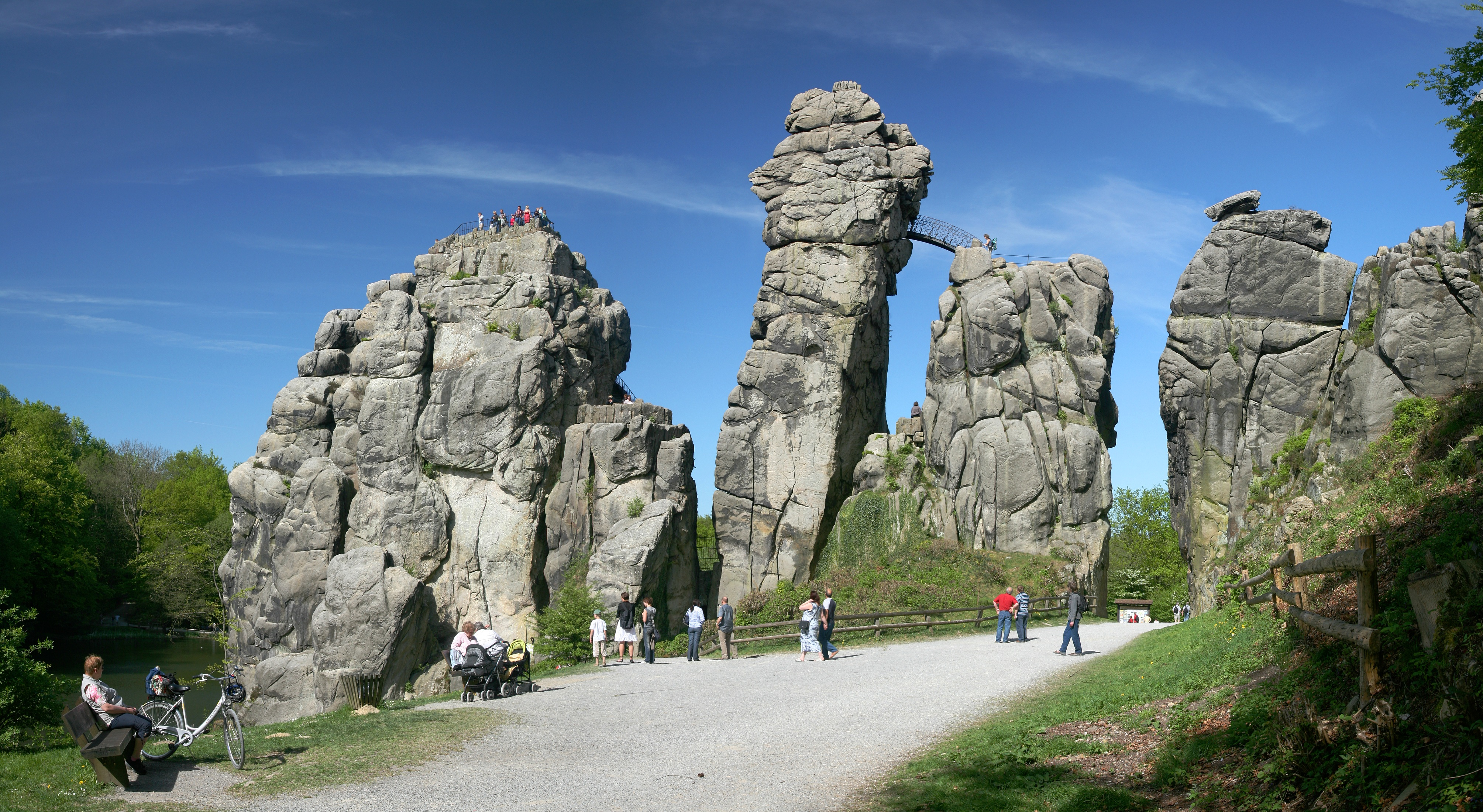
Externsteine im Teutoburger Wald

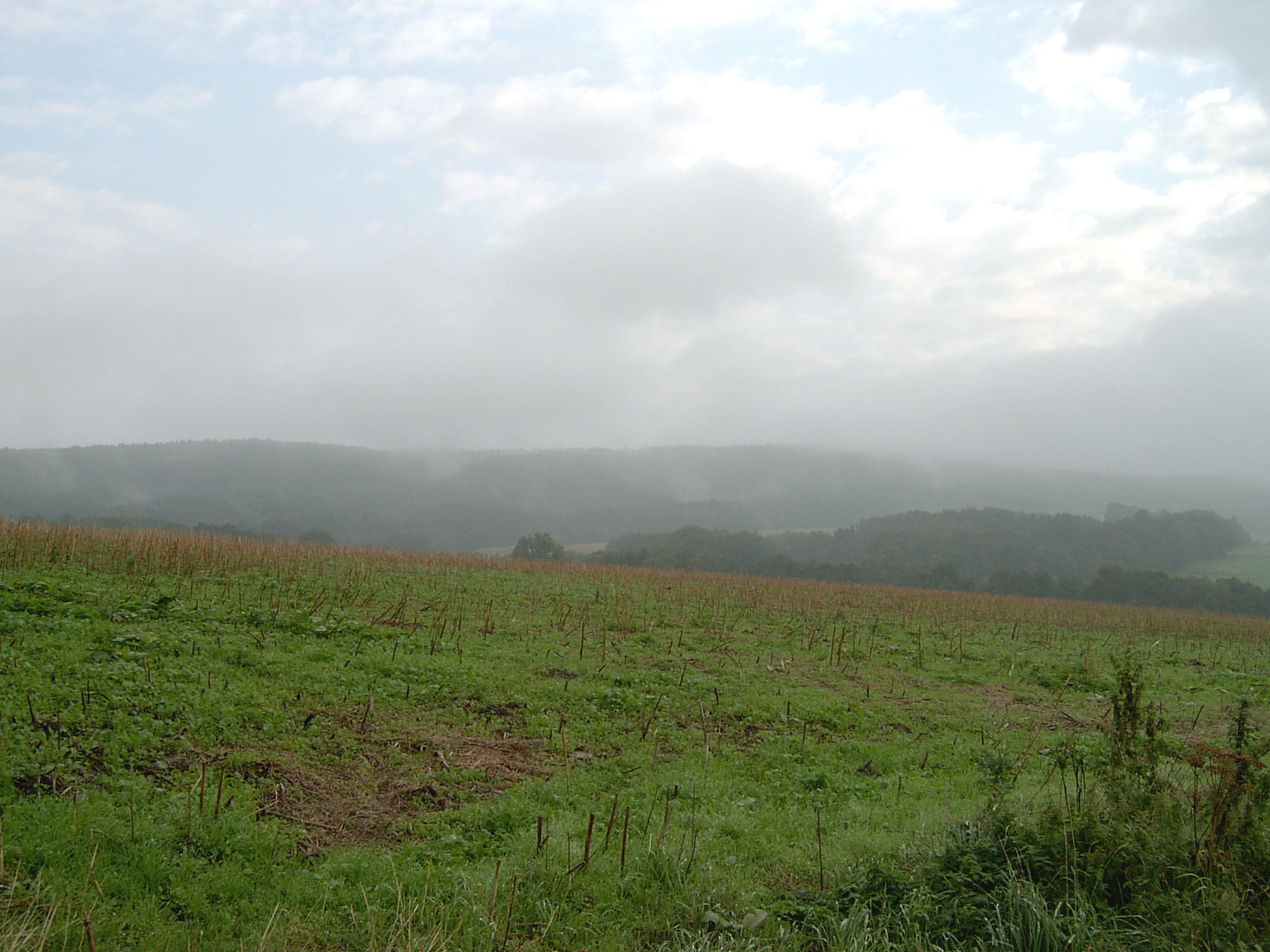
Wiehengebirge im Nebel

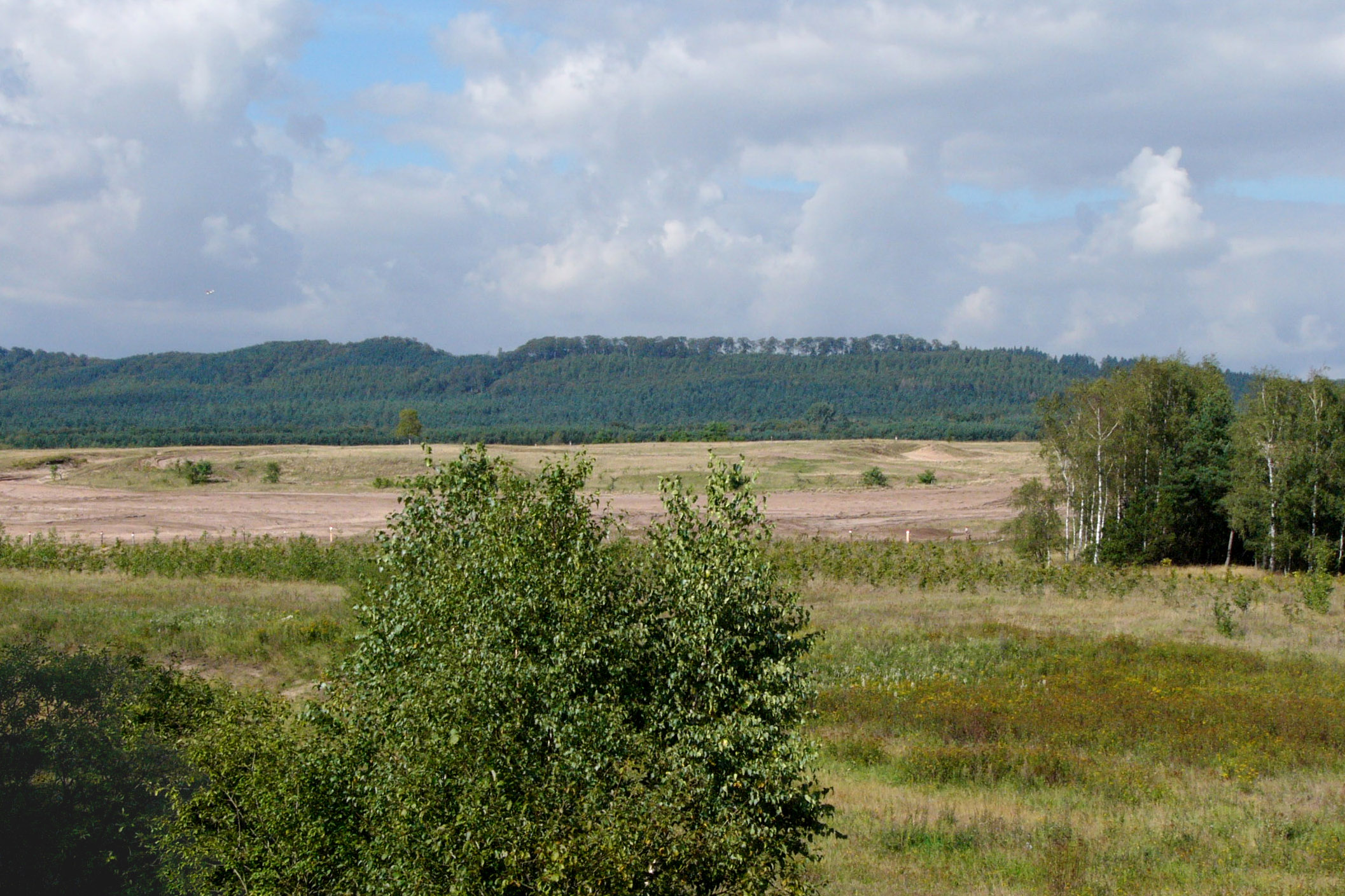
Senne mit Teutoburger Wald

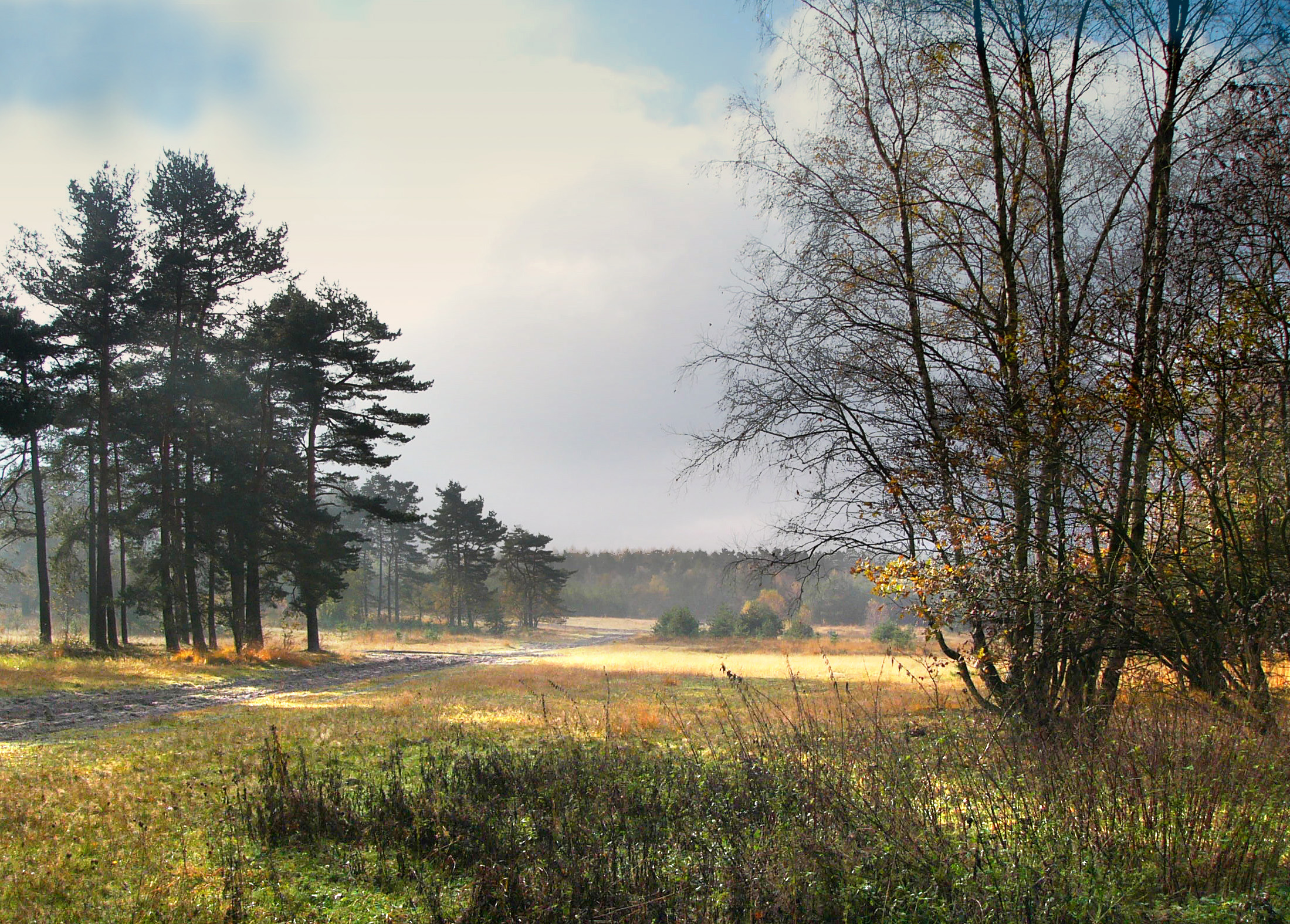
Sennelandschaft im Herbst

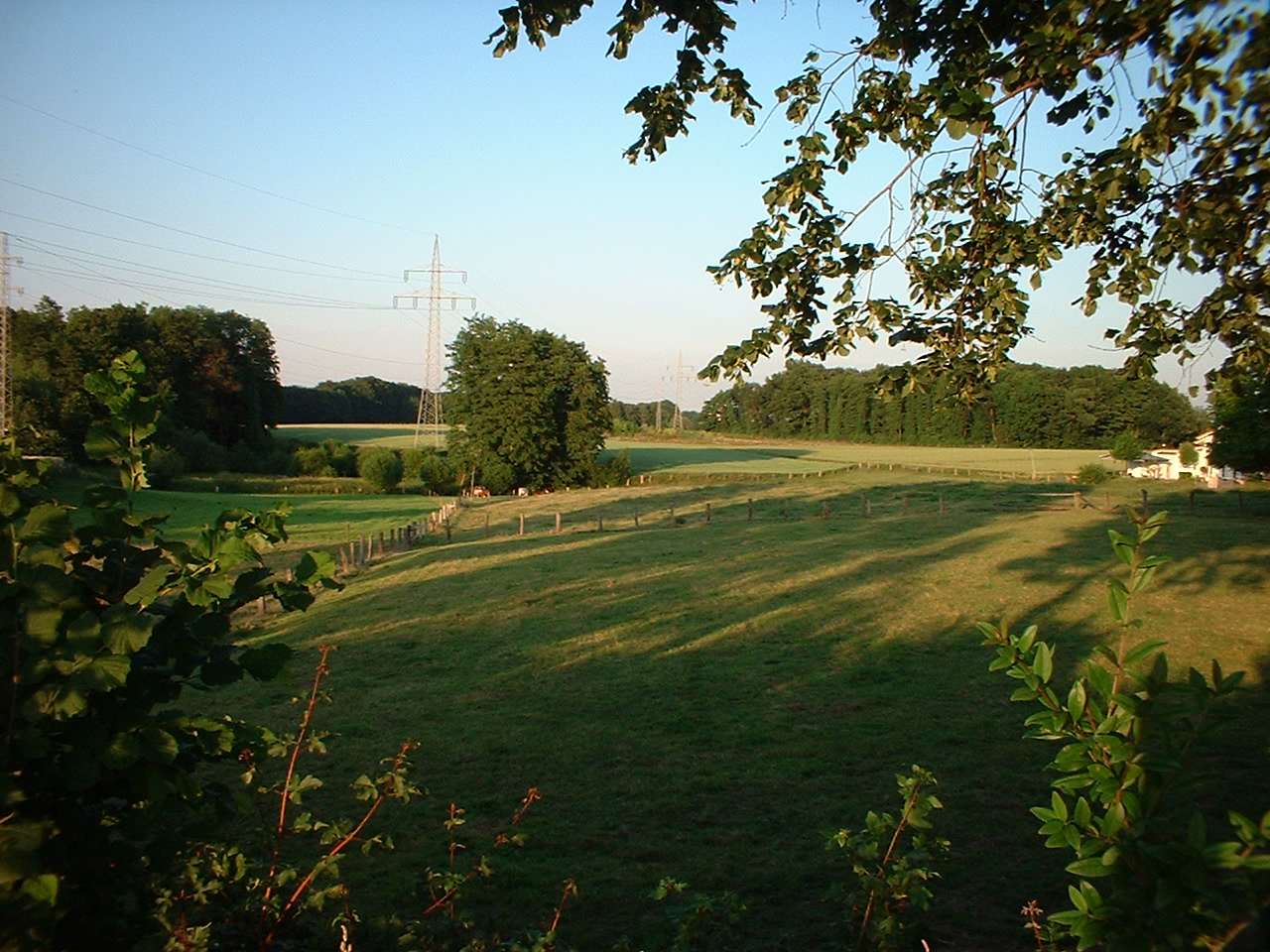
Typische Landschaft in der Ravensberger Mulde, bei Bünde

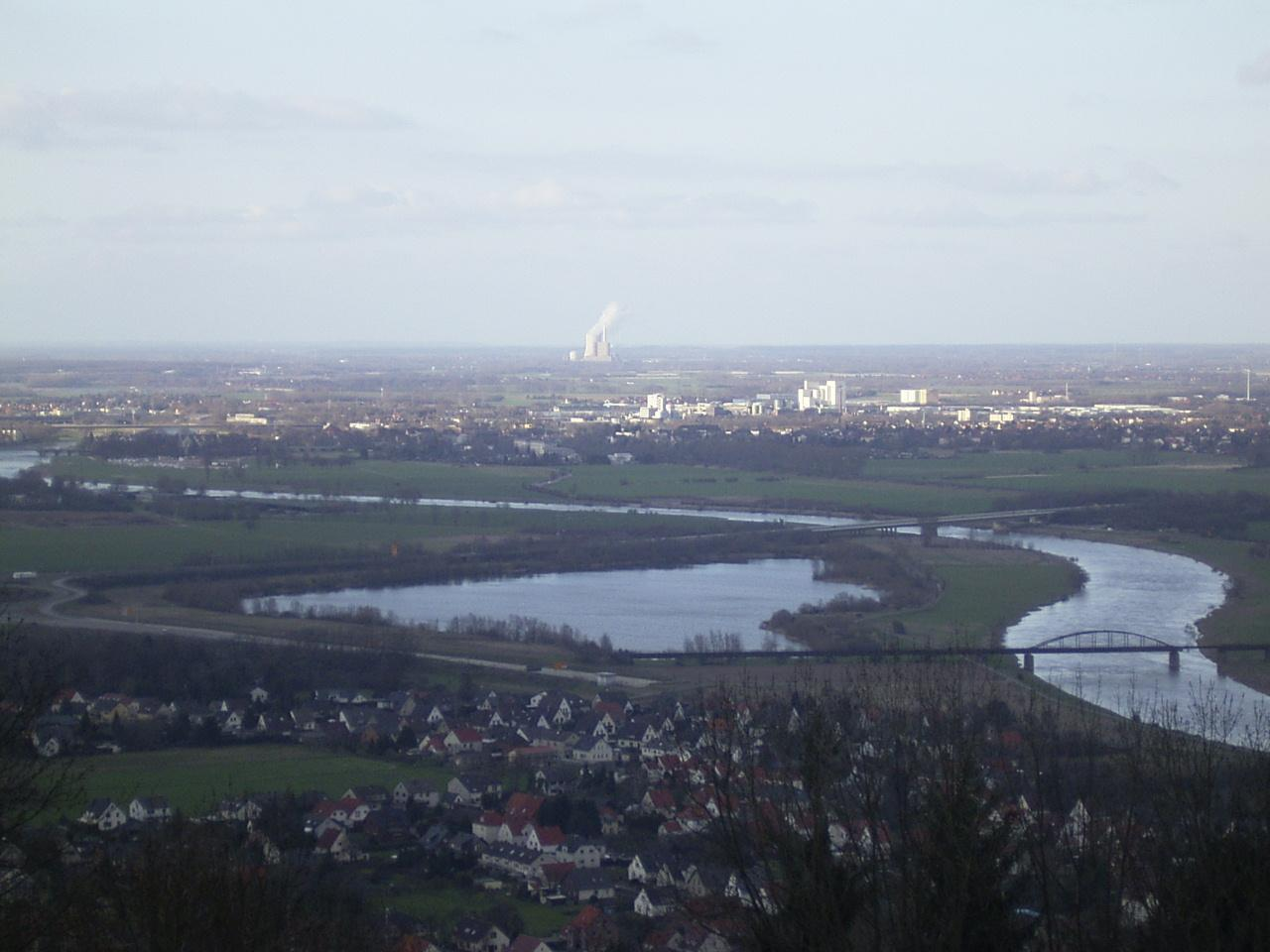
Das Mindener Land mit Weser

Diese Liste der naturräumlichen Einheiten und Landschaften in Ostwestfalen-Lippe gibt die naturräumlichen Einheiten und Landschaften höherer Ordnung wieder, soweit sie ganz oder teilweise in Ostwestfalen-Lippe liegen.  Die Einteilung in naturräumliche Einheiten ergibt sich aus gleichen abiotischen Faktoren (Klima, Relief, Wasserhaushalt, Boden, geologischer Bau) und gleichen biotischen Faktoren (Flora und Fauna). Eine Landschaft ist ökologisch gesehen ein geografisches Gebiet, welches sich durch unterschiedliche Merkmale von anderen Gebieten abgrenzt. Dazu können im Gegensatz der naturräumlichen Gliederung auch kulturell bedingte Faktoren zählen.

## Naturräumliche Einheiten

### Schema der Gliederung
Großregion (z. B. Deutsche Mittelgebirgsschwelle*)
xy Haupteinheitengruppe (z. B. 36 Oberes Weserbergland)
xyz Haupteinheit (z. B. 364 Lipper Bergland)
→ Weitere Erklärung siehe: Liste der naturräumlichen Einheiten in Nordrhein-Westfalen

### Liste
Die grundlegenden naturräumlichen Einheiten sind:
Deutsche Mittelgebirgsschwelle*:
33 Bergisch-Sauerländisches Gebirge oder Süderbergland
- 332 Ostsauerländer Gebirgsrand*
- 334 Nordsauerländer Oberland*

36  Oberes Weserbergland
- 360 Warburger Börde
- 361 Oberwälder Land
- 362 Paderborner Hochfläche
- 363 Egge(-gebirge)
- 364 Lipper Bergland
- 365 Pyrmonter Bergland*
- 366 Rinteln-Hamelner Weserland*
- 367 Holzmindener Wesertal*

37  Weser-Leine-Bergland*
- 378 Calenberger Bergland*

53  Unteres Weserbergland
- 530 Bielefelder Osning  (östlicher Teutoburger Wald)
- 531 Ravensberger Mulde
- 532 Östliches Wiehengebirge, (ferner einen kleinen Teil des Westlichen Wiehengebirges)
- 533 Lübbecker Lößland

Norddeutsches Tiefland*:
54 Westfälische (Tieflands-)Bucht
- 540 Ostmünsterland (Emssandebene)*
- 542 Hellwegbörden*

58  Dümmer-Geestniederung*
- 582 Rahden-Diepenauer Geest
- 583 Mittleres Wesertal*
- 584 Diepholzer Moorniederung*

62 Weser-Aller-Flachland
- 628 Loccumer Geest*

Die mit * gekennzeichneten Einheiten liegen überwiegend nicht in Ostwestfalen-Lippe.

## Landschaften
Ostwestfalen-Lippe umfasst folgende Landschaften:
- Niedersächsisches Bergland
  - Weserbergland
  - Teutoburger Wald / Osning
  - Eggegebirge
  - Lipper Bergland
  - Ravensberger Land
    - Bünder Land

  - Warburger Börde
  - Östliches Wiehengebirge

- Westfälische Bucht / Münsterländer Bucht
  - Hellwegbörden
    - Geseker Börde*

  - Paderborner Hochfläche
    - Sintfeld

  - Senne

- Westfälisches Tiefland
  - Mindener Land
    - Lübbecker Land

Die mit * gekennzeichneten Landschaften liegen überwiegend nicht in Ostwestfalen-Lippe.

## Historisch-kulturräumliche Subregionen
Alternativ fühlen sich die Menschen aus historischen Gründen zu folgenden historisch-kulturell begründeten Unterregionen zugehörig:
- Minden-Ravensberg: überwiegend lutherisch geprägte und frühzeitig preußische Gebiete im Norden
- Hochstift Paderborn: überwiegend katholisch geprägte Gebiete im Bistum Paderborn im Süden
- Lippe: Gebiet des ehemaligen Landes Lippe mit langer eigenständiger Geschichte